# Loris Kessel
Loris Kessel (Lugano, 1 april 1950 - Montagnola, 15 mei 2010) is een Zwitsers voormalig Formule 1-coureur. Hij reed tussen 1976 en 1977 6 Grands Prix voor de teams RAM Racing en Apollon maar behaalde hierin geen punten.
Kessel overleed op 15 mei 2010 ten gevolge van leukemie.